# VM Fri Idrott (skulptur)

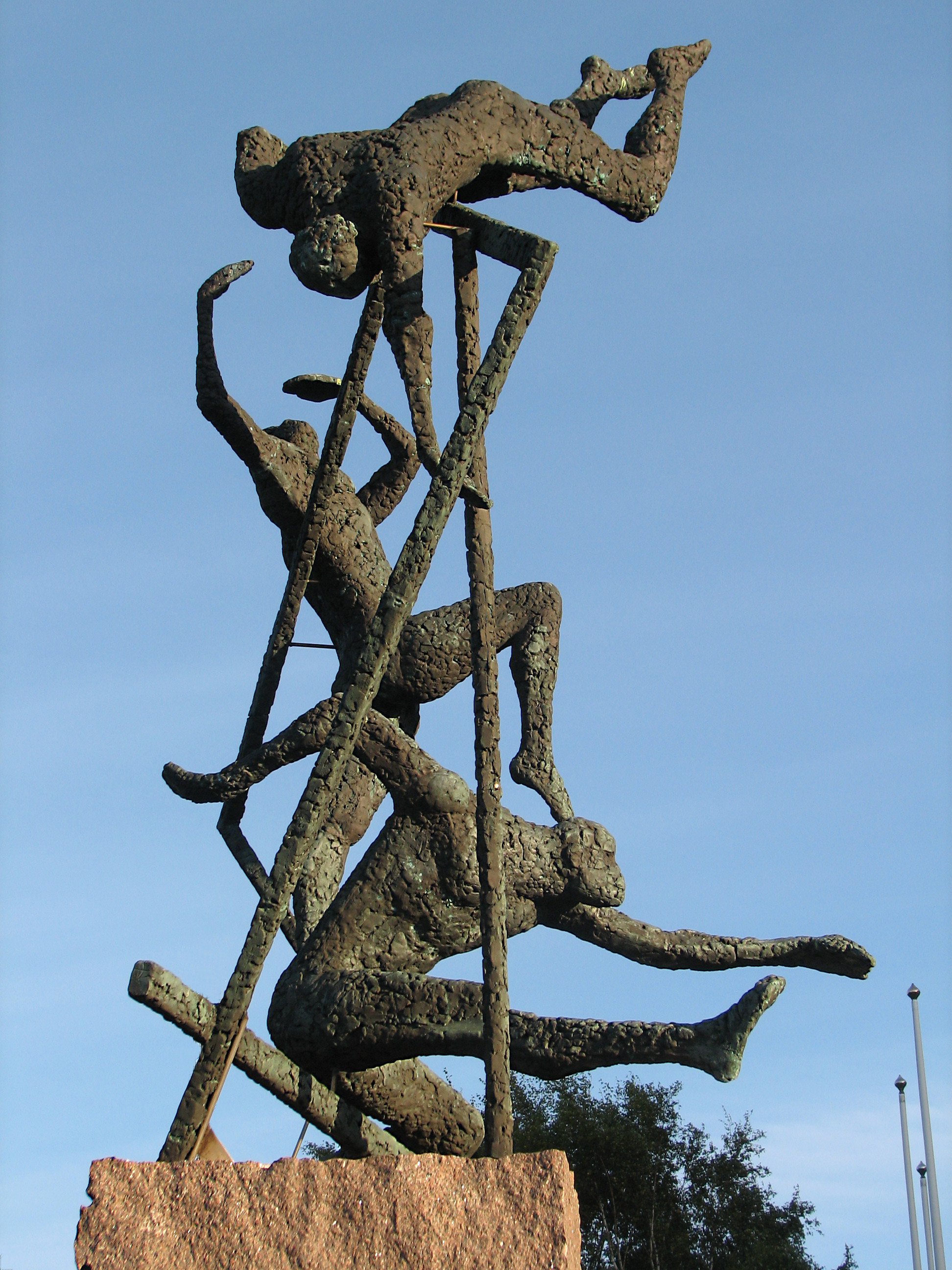
Skulpturen VM Fri Idrott.

VM Fri Idrott  är en tre meter hög skulptur i brons vid Ullevi i Göteborg.
Den är utförd av Thord Tamming på en 3,4 meter hög granitsockel från Bohuslän. Skulpturen placerades först vid paradentrén till Nya Ullevi i Göteborg i samband med VM i friidrott 1995, men står numera strax nordost om stadion, vid Ullevigatan alldeles intill Mölndalsån. Den illustrerar de tre grenarna stavhopp, höjdhopp och häcklöpning.
Konstverket är bekostat med medel från Charles Felix Lindbergs donationsfond.